# Andrus Klaar
Andrus Klaar, född 24 november 1975, är en svensk friidrottare (mångkamp), tävlande för Spårvägens FK. Han vann SM-guld i tiokamp år 2003. 

## Personliga rekord
| Utomhus - 400 meter – 48,55 (Uppsala 19 augusti 2000) - 110 meter häck – 15,23 (Växjö 24 augusti 2001) - 400 meter häck – 57,66 (Enskede 5 juni 1999) - Stav – 4,31 (Stockholm 16 juli 1998) - Längd – 6,96 (Sollentuna 30 maj 1998) - Spjut – 44,57 (Göteborg 20 juni 2012) - Tiokamp – 7 130 (Ried im Innkreis, Österrike 1 juli 2001) | Inomhus - 400 meter – 50,39 (Sätra 13 februari 1999) - 60 meter häck – 8,46 (Göteborg 8 februari 2003) - Längd – 6,97 (Sätra 1 mars 2003) - Viktkastning – 12,49 (Sätra 1 februari 2014) - Sjukamp – 5 217 (Eskilstuna 13 februari 2000) |